# Brenthonne
 Brenthonne  (en francoprovenzal Brentena) es una comuna y población de Francia, en la región de Auvernia-Ródano-Alpes, departamento de Alta Saboya, en el distrito de Thonon-les-Bains y cantón de Douvaine.
Su población en el censo de 1999 era de 670 habitantes. Forma parte de la aglomeración urbana de Bons-en-Chablais.
No está integrada en ninguna Communauté de communes.

## Demografía
| 461 | 480 | 536 | 533 | 654 | 670 |
| Para los censos de 1962 a 1999 la población legal corresponde a la población sin duplicidades (Fuente: INSEE [Consultar]) |     |     |     |     |     |